# Campeonato Alagoano Segunda Divisão 2016
In 2016 werd de 30ste editie van het Campeonato Alagoano Segunda Divisão gespeeld voor voetbalclubs uit de Braziliaanse staat Alagoas. De competitie werd georganiseerd door de FAF en werd gespeeld van 18 september tot 6 november. CEO werd kampioen.

## Eindstand
| Plaats | Club           | Wed. | W | G | V | Saldo | Ptn. |
| ------ | -------------- | ---- | - | - | - | ----- | ---- |
| 1.     | CEO            | 8    | 7 | 1 | 0 | 24:4  | 22   |
| 2.     | Miguelense     | 8    | 3 | 2 | 3 | 8:9   | 11   |
| 3.     | São Domingos   | 8    | 3 | 1 | 4 | 14:16 | 10   |
| 4.     | Santa Cruz     | 8    | 2 | 1 | 5 | 9:13  | 7    |
| 5.     | FF Sport Igaci | 8    | 2 | 1 | 5 | 5:18  | 7    |

|  | Kampioen |
|  | Promotie |

## Kampioen
| Campeonato Alagoano de 2016 - Segunda Divisão |
| Alagoas                                       |
| --------------------------------------------- |
| CEO Kampioen (2° titel)                       |